# والتر إيست
والتر إيست (بالإنجليزية: Walter East)‏ هو لاعب كرة قدم أمريكية أمريكي، ولد في 29 مارس 1883 في كالترفيل في الولايات المتحدة، وتوفي في 29 أغسطس 1930 في فيلادلفيا في الولايات المتحدة.

## وصلات خارجية
- والتر إيست على موقعبيزبول رفرنس.كوم (الدوري الثانوي) (الإنجليزية)
- والتر إيست على موقع كلية كرة السلة في سبورتس رفرنس.كوم (الإنجليزية)